# Валькарсель, Теодоро
Теодо́ро Валька́рсель Кабалье́ро (исп. Theodoro Valcárcel Caballero; 19 октября 1902, Пуно, Перу — 20 марта 1942, Лима, Перу) — перуанский композитор, фольклорист. Дядя перуанского композитора и пианиста Эдгара Валькарселя (1932—2010).

## Биография
Учился в Миланской консерватории. И брал частным образом уроки у Фелипе Педреля (Барселона). В 1920 году возвращается на родину. Обосновывается в Лиме, и спустя восемь лет получает Национальный приз за своё композиторское творчество. В 1929 году вновь посещает Европу. В творчестве широко использовал местный музыкальный фольклор.
Опубликовал сборники обработок музыкального фольклора («30 песен индейской души», 1935, «4 инкские песни» и другие)

## Сочинения
- «Q’achampa»
- балет «Сурай-Сурита» / Suray Surita
- «Danza del Hechicero»
- «Ritual y Danzas»
- «La Sonata India»
- «In senso di fioritura»
- Bailan los llameros
- Ritual i danza
- Danza imperial
- Granizada
- El cortejo nupcial
- Danza del Hechicero
- Los balseros
- H'arawi de amor
- Canto de cosecha
- Ayarache
- Las tejederas
- Encentadores montaneses
- K’usiy kuna
- Sonqo loulo
- Hanac kama
- Selui´j pampa
- Q’ori kenti uj
- Miski ruru
- Urpicha yau
- Sankayo-ta
- Haylli taki
- Tarukita
- Allqamari kanki
- Tikata tarpuy niykichu
- La vicuñita
- Imana p’uncha
- Wakayniy
- Puhllay
- Suray surita
- H’acuchu?
- W’ay
- Apu kuyapayac
- Alau iguyeco
- Yraka kûya-wi
- Tristes ecos
- Condorcitoy
- Amyan Tutta
- Tungu tungu
- De las cordilleras
- Yumkapi waqay urpicha
- Kantuka kamtati ururi
- Tuku
- Chililin uth’aja